# Drago Čepar
Drago Čepar, slovenski matematik, informatik, politolog in politik, * 21. december 1946, Barka, Divača.
Med letoma 1993 in 1997 je bil državni sekretar Republike Slovenije na Ministrstvu za delo, družino in socialne zadeve Republike Slovenije.
Bil je tudi vodja Urada Vlade RS za verske skupnosti od leta 2000 do leta 2009, najprej kot vladni funkcionar, kasneje kot direktor, ko ga je na tem mestu zamenjal Aleš Gulič.
Na državnozborskih volitvah leta 2011 je kandidiral na listi SLS.